# Nonnenbach (Tollense)
Der Nonnenbach, auch Nonne genannt, ist ein Fluss in Mecklenburg-Vorpommern. Der Oberlauf wurde früher als Nebenfluss der Linde angesehen, zu der sich an einer Bifurkation ein Zufluss abspaltet. Der Unterlauf gehört zu den schnellfließendsten Gewässern Mecklenburgs. Der Flussweg von der Quelle bei Vorheide zur Mündung der Peene in den Peenestrom ist mit 185 km einer der längsten im Flusssystem der Peene, mehr als 40 km länger als der von irgendeiner der Peene genannten Quellen.
Seinen Namen erhielt der Nonnenbach wahrscheinlich nach den Zisterziensernonnen des 1290 gestifteten Klosters Wanzka am Wanzkaer See, zu dessen Ausstattung ausgedehnte Ländereien in der Umgebung von See und Bach gehörten.

## Geologie
Der Nonnenbach fließt durch den Wanzkaer See im Bereich der Hauptendmoräne des Pommerschen Stadiums der Weichselvereisung. Vor ca. 15.000 Jahren, zum Zeitpunkt des Abschmelzens des Inlandeises, staute der Gletscher sein Schmelzwasser im Becken des heutigen Wanzkaer Sees. Das aufgestaute Wasser durchbrach den westlich liegenden tiefsten Punkt der Moräne und strömte zum Tollensebecken hin ab. Wegen des starken Gefälles des neuen Flusses entstand durch rückschreitende Erosion das tief in die Landschaft eingeschnittene Flussbett.

## Jüngere Gewässergeschichte
Der Große Bruch in südwestlicher Fortsetzung des Camminer Sees ist eben. Noch späten 19. Jahrhundert floss das Wasser des Warbender Mühlbachs überwiegend in den Camminer See und nur ein kleines Rinnsal zweigte von ihm nach Westen in Richtung Wanzkaer See ab. Die Flussbifurkation lag 62 m über dem Meer, der Spiegel des Camminer Sees nur 61,4 m. Der Warbender Mühlenbach floss also durch den Camminer See der Linde zu.
Heute dokumentieren die kartografischen Grenzen der Einzugsgebiete und die Gewässerstationierung eine entgegengesetzte Fließrichtung des Baches durch den Großen Bruch. Demnach wird jetzt der Camminer See in zwei Richtungen entwässert, ist also zur Pseudobifurkation geworden. Aus der alten Bifurkation im Süden des Bruchs ist eine Mündung geworden, und der Warbender Mühlbach ist jetzt der Hauptzufluss des Wanzkaer Sees und damit der Oberlauf des Nonnenbaches.
Ursache ist die teils durch natürliche Prozesse, teils durch den Menschen bewirkte Absenkung des Wasserspiegels im Wanzkaer See.

## Flusslauf

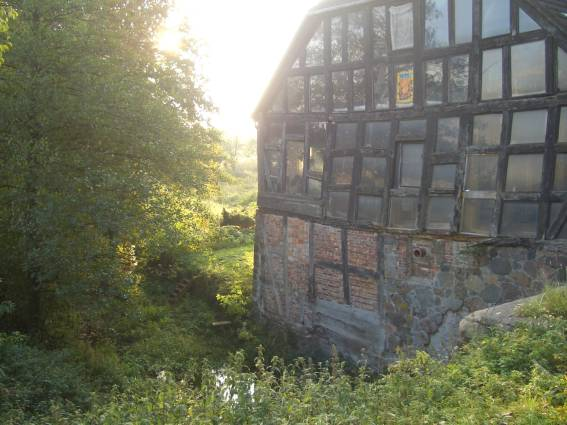
Bredenfelder Wassermühle, die oberste Mühle am Warbender Mühlenbach/Nonnenbach

Der Oberlauf entsteht durch Vereinigung kleinster Quellbäche östlich von Vorheide im Naturschutzgebiet Hinrichshagen im Gemeindegebiet der Stadt Woldegk. Um den Ort Rehberg ist der Gewässerverlauf unterirdisch. Dann wird, unterhalb des Balliner Sees, das Tal des Warbender Mühlenbachs erreicht. Der Warbender Mühlenbach durchströmt mehrere Seen, den Schlavenkensee, den Stolper See, den Tiefen See und den Möllenbecker Haussee.
Bei Blankensee knickt das Gewässer nach Norden ab und erreicht jenen Gewässerknoten, der von spätestens dem 18. Jahrhundert bis wohl ins frühe 20. Jahrhundert eine Bifurkation war. In der Schmettaukarte von 1788 gibt es zwischen Camminschem und Wansker See keine Richtungspfeile an den Gewässern.
Vor der Engstelle, an der der Wanzkaer See von der Straße von Wanzka nach Rödlin überquert wird, mündet von Süden ein 13,4 km langes Gewässer (GKZ=966426), das mehrere Seen durchfließt, zuletzt den Rödliner See.
Aus dem Wanzkaer See kommend, fließt der Nonnenbach dann bei Nonnenhof in den Tollensesee. Dieser Gewässerabschnitt ist nur knapp sechs Kilometer lang. Auf dieser kurzen Distanz hat er ein Gefälle von etwa 41 Meter. Er gehört zu den schnellfließendsten Fließgewässern Norddeutschlands. Im oberen Teil dieses Abschnitts fließt er in einem tief ausgewaschenen schmalen kerbtalähnlichen Bett. Die Mündung in den Tollensesee liegt 410 m südlich von Kilometer 78,3 des Flusswegs der Tollense, zu der hydrologisch noch der etwas weiter westlich in den Tollensesee mündende Ziemenbach gerechnet wird.

## Umwelt

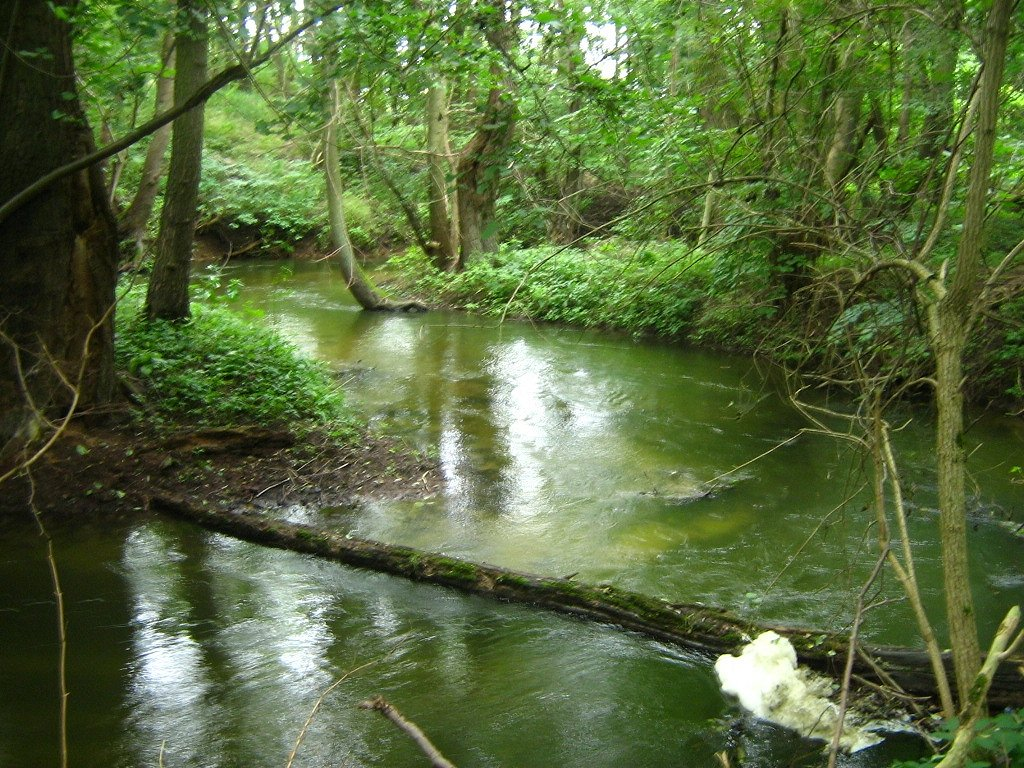
Der Nonnenbach 1,5 km vor der Mündung in den Tollensesee

Die Hänge innerhalb des Tales des unteren Nonnenbaches sind mit naturbelassenen Wäldern aus Rot- und Hainbuchen, Eichen, Eschen und anderen Hartlaubbäumen gesäumt. An den Uferkanten und auf Schotterinseln stocken Schwarzerlengesellschaften. Der Unterlauf der Nonne hat geringeres Gefälle. Die Ufer werden auch hier von Waldstücken begleitet, teilweise jedoch mit naturferner Bestockung aus Hybridpappel-Monokulturen. Im Bereich vor der Mündung der Nonne in den Tollensesee dominiert ein auwaldähnlicher Erlen-Eschenwald (Pruno-Fraxinetum).
Der Nonnenbach ist mit der Wassermenge von 0,57 m³/s der wichtigste Zufluss des Tollensesees. Vom Abgang des Bachs aus dem Wanzkaer See bis zur Bahnstrecke Neustrelitz–Neubrandenburg ist das Tal des Nonnenbachs als Naturschutzgebiet Nonnenbachtal ausgewiesen. Der Unterlauf ist Teil des ausgedehnten Naturschutzgebietes Nonnenhof, das außerdem die Landenge zwischen dem Tollensesee und der Lieps sowie diesen See selber und fast sein gesamtes Ufer umfasst. Der gesamte Bachlauf gehört zum Landschaftsschutzgebiet Tollensetal, ist Vogelschutz- und FFH-Gebiet.

## Mühlen

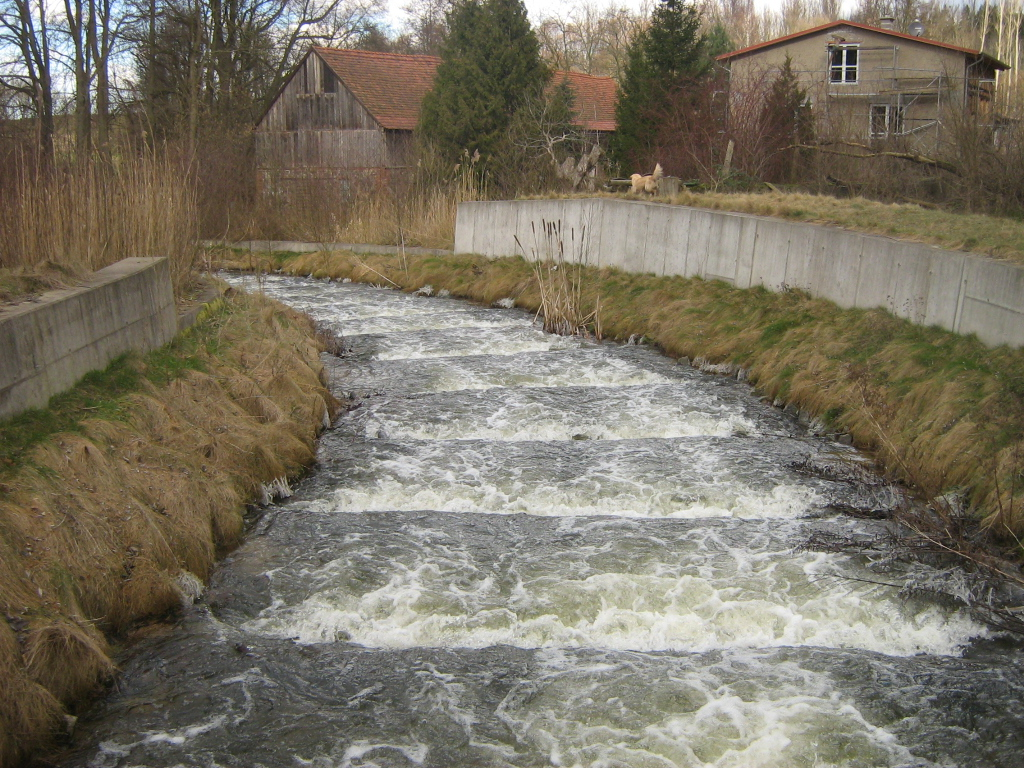
Fischtreppe bei der Nonnenmühle

Vom Mittelalter bis ins 19. und 20. Jahrhundert wurden am Warbender Mühlenbach und am Nonnenbach mehrere Wassermühlen betrieben. Die im 19. und frühen 20. Jahrhundert gezeichneten Messtischblätter erhalten keine Angaben über deren Gründung, wohl aber ist vermerkt, wenn eine Mühlen nicht mehr oder nicht mehr für ihren ursprünglichen Zweck betrieben wurde:
Am Warbender Mühlenbach sind die Bredenfelder Mühle und die Warbender Mühle eingetragen, letztere an der Brücke nach Friedrichsfelde gelegen.
Am Nonnenbach gab es zwischen Wanzkaer See und Tollensesee vier Mühlen: bei Neuhof die Wanzkaer Mühle und bei Usadel die schon 1882 als „ehemalig“ bezeichnete Wanzkaer Papiermühle, eine ebenfalls als „ehemalig“ bezeichnete Pulvermühle und die Usadelsche- oder Nonnenmühle. Vorher hatte es ein Eisenhammerwerk gegeben, das seit dem 18. Jahrhundert als Papiermühle genutzt wurde. Die bedeutendste aus einem Eisenhammerwerk entstandene Papiermühle war des Herzogtums Mecklenburg-Strelitz. Die letzte Mühle an dem Bach wurde im Jahr 1956 eingestellt.